# Saint-Nazaire-le-Désert
Saint-Nazaire-le-Désert là một xã thuộc tỉnh Drôme trong vùng Auvergne-Rhône-Alpes in the Auvergne-Rhône-Alpes region ở đông nam nước Pháp. Xã Saint-Nazaire-le-Désert nằm ở khu vực có độ cao trung bình 591 mét trên mực nước biển. Xã này gần Rochefourchat.